# انیس (ویرجینیای غربی)
انیس (به انگلیسی: Ennis) یک منطقهٔ مسکونی در ایالات متحده آمریکا است که در شهرستان مک‌داول، ویرجینیای غربی واقع شده‌است.